# A Presentation of Progressive Jazz
| Recensione | Giudizio |
| ---------- | -------- |
| AllMusic   |          |

A Presentation of Progressive Jazz (sui vinili il titolo riportato è A Concert in Progressive Jazz) è un album a nome Stan Kenton and His Orchestra, pubblicato dalla casa discografica Capitol Records nel 1950.
Nel 1948 era stato pubblicato una confezione di quattro dischi in formato (gommalacca) da 78 giri (Capitol Records, CD-79) con lo stesso titolo, nel 1955 l'album (Capitol Records, T-172) fu ripubblicato con quattro brani aggiunti (dodici in totale).

## Tracce

### LP (H-172)
Lato A
1. Monotony – 3:04 (musica: Stan Kenton, Pete Rugolo) – Registrato il 20 ottobre 1947 al Radio Recorders, Hollywood, California
2. Lonely Woman – 3:25 (testo: Ray Sonin – musica: Benny Carter) – Registrato il 6 dicembre 1947 al RKO-Pathé Studios, New York
3. Elegy for Alto – 3:10 (musica: Pete Rugolo, Stan Kenton) – Registrato il 24 settembre 1947 al Radio Recorders di Hollywood, California
4. Fugue for Rhythm Section – 2:57 (musica: Pete Rugolo) – Registrato il 25 settembre 1947 al Radio Recorders di Hollywood, California

Lato B
1. This Is My Theme – 3:16 (testo: Audrey Lacey – musica: Pete Rugolo, Stan Kenton) – Registrato il 22 dicembre 1947 al RKO-Pathé Studios di New York
2. Impressionism – 3:01 (musica: Pete Rugolo) – Registrato il 22 ottobre 1947 al Radio Recorders di Hollywood, California
3. Lament – 3:03 (musica: Pete Rugolo) – Registrato il 22 ottobre 1947 al Radio Recorders di Hollywood, California
4. Cuban Carnival – 2:44 (musica: Pete Rugolo) – Registrato il 6 dicembre 1947 al RKO-Pathé Studios, New York

## Tracce

### LP (T-172)
Lato A
1. Cuban Carnival – 2:44 (musica: Pete Rugolo)
2. Monotony – 3:04 (musica: Stan Kenton, Pete Rugolo)
3. Lonely Woman – 3:25 (testo: Ray Sonin – musica: Benny Carter)
4. Lament – 3:03 (musica: Pete Rugolo)
5. Thermopolae – 2:50 (musica: Bob Graettinger) – Registrato il 6 dicembre 1947 al RKO-Pathé Studios, New York
6. Theme for Alto – 2:35 (musica: Pete Rugolo) – Registrato il 20 marzo 1951 al Capitol Studios, Hollywood, California

Lato B
1. Impressionism – 3:01 (musica: Pete Rugolo)
2. Elegy for Alto – 3:10 (musica: Pete Rugolo, Stan Kenton)
3. This Is My Theme – 3:16 (testo: Audrey Lacey – musica: Pete Rugolo, Stan Kenton)
4. Fugue for Rhythm Section – 2:57 (musica: Pete Rugolo)
5. Introduction to a Latin Rhythm – 2:41 (musica: Pete Rugolo, Stan Kenton) – Registrato il 21 dicembre 1947 al RKO-Pathé Studios, New York
6. Come Rain or Come Shine – 3:15 (testo: Johnny Mercer – musica: Harold Arlen) – Registrato il 7 giugno 1946 al Radio Recorders di Hollywood, California

## Musicisti
Monotony
- Stan Kenton – piano, conduttore orchestra
- Pete Rugolo – arrangiamenti
- Buddy Childers – tromba
- Ray Wetzel – tromba
- Al Porcino – tromba
- Chico Alvarez – tromba
- Ken Hanna – tromba
- Milt Bernhart – trombone
- Eddie Bert – trombone
- Harry Betts – trombone
- Harry Forbes – trombone
- Bart Varsalona – trombone basso
- George Weidler – sassofono alto
- Frank Pappalardo – sassofono alto
- Bob Cooper – sassofono tenore
- Warner Weidler – sassofono tenore
- Bob Gioga – sassofono baritono
- Laurindo Almeida – chitarra
- Eddie Safranski – contrabbasso
- Shelly Manne – batteria
- Jack Costanzo – bongos
- Salvador Armenta – maracas

Lonely Woman / Thermopolae
- Stan Kenton – piano, conduttore orchestra
- June Christy – voce (brano: Lonely Woman)
- Pete Rugolo – arrangiamenti (brano: Lonely Woman)
- Bob Graettinger – arrangiamenti (brano: Thermopolae)
- Buddy Childers – tromba
- Ray Wetzel – tromba
- Al Porcino – tromba
- Chico Alvarez – tromba
- Ken Hanna – tromba
- Milt Bernhart – trombone
- Eddie Bert – trombone
- Harry Betts – trombone
- Harry Forbes – trombone
- Bart Varsalona – trombone basso
- George Weidler – sassofono alto
- Art Pepper – sassofono alto
- Bob Cooper – sassofono tenore
- Warner Weidler – sassofono tenore
- Bob Gioga – sassofono baritono
- Laurindo Almeida – chitarra
- Eddie Safranski – contrabbasso
- Shelly Manne – batteria
- Jack Costanzo – bongos

Elegy for Alto
- Stan Kenton – piano, conduttore orchestra
- Pete Rugolo – arrangiamenti
- Buddy Childers – tromba
- Ray Wetzel – tromba
- Al Porcino – tromba
- Chico Alvarez – tromba
- Ken Hanna – tromba
- Milt Bernhart – trombone
- Eddie Bert – trombone
- Harry Betts – trombone
- Harry Forbes – trombone
- Bart Varsalona – trombone basso
- George Weidler – sassofono alto
- Frank Pappalardo – sassofono alto
- Bob Cooper – sassofono tenore
- Warner Weidler – sassofono tenore
- Bob Gioga – sassofono baritono
- Laurindo Almeida – chitarra
- Eddie Safranski – contrabbasso
- Shelly Manne – batteria
- Jack Costanzo – bongos

Fugue for Rhythm Section
- Stan Kenton – piano, conduttore orchestra
- Pete Rugolo – arrangiamenti
- Buddy Childers – tromba
- Ray Wetzel – tromba
- Al Porcino – tromba
- Chico Alvarez – tromba
- Ken Hanna – tromba
- Milt Bernhart – trombone
- Eddie Bert – trombone
- Harry Betts – trombone
- Harry Forbes – trombone
- Bart Varsalona – trombone basso
- George Weidler – sassofono alto
- Frank Pappalardo – sassofono alto
- Bob Cooper – sassofono tenore
- Warner Weidler – sassofono tenore
- Bob Gioga – sassofono baritono
- Laurindo Almeida – chitarra
- Eddie Safranski – contrabbasso
- Shelly Manne – batteria
- Jack Costanzo – bongos
- Rene Touzet – maracas

This Is My Theme
- Stan Kenton – piano, conduttore orchestra
- June Christy – voce
- Pete Rugolo – arrangiamenti
- Buddy Childers – tromba
- Ray Wetzel – tromba
- Al Porcino – tromba
- Chico Alvarez – tromba
- Ken Hanna – tromba
- Milt Bernhart – trombone
- Eddie Bert – trombone
- Harry Betts – trombone
- Harry Forbes – trombone
- Bart Varsalona – trombone basso
- George Weidler – sassofono alto
- Art Pepper – sassofono alto
- Bob Cooper – sassofono tenore
- Warner Weidler – sassofono tenore
- Bob Gioga – sassofono baritono
- Laurindo Almeida – chitarra
- Eddie Safranski – contrabbasso
- Shelly Manne – batteria
- Jack Costanzo – bongos

Impressionism
- Stan Kenton – piano, conduttore orchestra
- Pete Rugolo – arrangiamenti
- Buddy Childers – tromba
- Ray Wetzel – tromba
- Al Porcino – tromba
- Chico Alvarez – tromba
- Ken Hanna – tromba
- Milt Bernhart – trombone
- Eddie Bert – trombone
- Harry Betts – trombone
- Harry Forbes – trombone
- Bart Varsalona – trombone basso
- George Weidler – sassofono alto
- Art Pepper – sassofono alto
- Bob Cooper – sassofono tenore
- Warner Weidler – sassofono tenore
- Bob Gioga – sassofono baritono
- Laurindo Almeida – chitarra
- Eddie Safranski – contrabbasso
- Shelly Manne – batteria
- Jack Costanzo – bongos

Lament
- Stan Kenton – piano, conduttore orchestra
- Pete Rugolo – arrangiamenti
- Buddy Childers – tromba
- Ray Wetzel – tromba
- Al Porcino – tromba
- Chico Alvarez – tromba
- Ken Hanna – tromba
- Milt Bernhart – trombone
- Eddie Bert – trombone
- Harry Betts – trombone
- Harry Forbes – trombone
- Bart Varsalona – trombone basso
- George Weidler – sassofono alto
- Art Pepper – sassofono alto
- Bob Cooper – sassofono tenore
- Warner Weidler – sassofono tenore
- Bob Gioga – sassofono baritono
- Laurindo Almeida – chitarra
- Eddie Safranski – contrabbasso
- Shelly Manne – batteria
- Jack Costanzo – bongos
- Rene Touzet – maracas

Cuban Carnival
- Stan Kenton – piano, conduttore orchestra
- Pete Rugolo – arrangiamenti
- Buddy Childers – tromba
- Ray Wetzel – tromba
- Al Porcino – tromba
- Chico Alvarez – tromba
- Ken Hanna – tromba
- Milt Bernhart – trombone
- Eddie Bert – trombone
- Harry Betts – trombone
- Harry Forbes – trombone
- Bart Varsalona – trombone basso
- George Weidler – sassofono alto
- Art Pepper – sassofono alto
- Bob Cooper – sassofono tenore
- Warner Weidler – sassofono tenore
- Bob Gioga – sassofono baritono
- Laurindo Almeida – chitarra
- Eddie Safranski – contrabbasso
- Shelly Manne – batteria
- Jack Costanzo – bongos
- Carlos Vidal – congas
- José Mangual – timbales, cowbell
- Frank “Machito” Grillo – maracas

Theme for Alto
- Stan Kenton – piano, conduttore orchestra
- Pete Rugolo – arrangiamenti
- Ray Wetzel – tromba
- Maynard Ferguson – tromba
- Shorty Rogers – tromba
- Chico Alvarez – tromba
- John Howell – tromba
- Milt Bernhart – trombone
- Harry Betts – trombone
- Bob Fitzpatrick – trombone
- Dick Kenney – trombone
- John Halliburton – trombone basso
- Bud Shank – sassofono alto
- Art Pepper – sassofono alto
- Bob Cooper – sassofono tenore
- Bart Caldarell – sassofono tenore
- Bob Gioga – sassofono baritono
- Ralph Blaze – chitarra
- Don Bagley – contrabbasso
- Shelly Manne – batteria[2]

Introduction to a Latin Rhythm
- Stan Kenton – piano, conduttore orchestra
- Pete Rugolo – arrangiamenti
- Buddy Childers – tromba
- Ray Wetzel – tromba
- Al Porcino – tromba
- Chico Alvarez – tromba
- Ken Hanna – tromba
- Milt Bernhart – trombone
- Eddie Bert – trombone
- Harry Betts – trombone
- Harry Forbes – trombone
- Bart Varsalona – trombone basso
- George Weidler – sassofono alto
- Art Pepper – sassofono alto
- Bob Cooper – sassofono tenore
- Warner Weidler – sassofono tenore
- Bob Gioga – sassofono baritono
- Laurindo Almeida – chitarra
- Eddie Safranski – contrabbasso
- Shelly Manne – batteria
- Jack Costanzo – bongos
- Carlos Vidal – congas
- Frank “Machito” Grillo – maracas[3]

Come Rain or Come Shine
- Stan Kenton – piano, conduttore orchestra
- June Christy – voce
- Pete Rugolo – arrangiamenti
- Buddy Childers – tromba
- Chico Alvarez – tromba
- John Anderson – tromba
- Ken Hanna – tromba
- Ray Wetzel – tromba
- Kai Winding – trombone
- Miff Sines – trombone
- Milt Kabak – trombone
- Bart Varsalona – trombone basso
- Al Anthony – sassofono alto
- Boots Mussulli – sassofono alto
- Vido Musso – sassofono tenore
- Bob Cooper – sassofono tenore
- Bob Gioga – sassofono baritono
- Bob Ahern – chitarra
- Eddie Safranski – contrabbasso
- Shelly Manne – batteria[4]